# Mindomys
Mindomys is een geslacht van zoogdieren uit de familie van de Cricetidae. De wetenschappelijke naam van het geslacht werd in 2006 gepubliceerd door Weksler, Percequillo & Voss.

## Soorten
Er worden 2 soorten in dit geslacht geplaatst:
- Mindomys hammondi (O. Thomas, 1913)
- Mindomys kutuku J. Brito, C. Koch, Tinoco, & Pardiñas, 2022

Aegialomys · Amphinectomys · Casiomys · Cerradomys · Drymoreomys · Eremoryzomys · Euryoryzomys · Handleyomys · Holochilus · Hylaeamys · Lundomys · Megalomys · Megaoryzomys · Melanomys · Microakodontomys · Microryzomys · Mindomys · Neacomys · Nectomys · Nephelomys · Nesoryzomys · Noronhomys · Oecomys · Oligoryzomys · Oreoryzomys · Oryzomys · Pattonimus · Pennatomys † · Pseudoryzomys · Scolomys · Sigmodontomys · Sooretamys · Tanyuromys · Transandinomys · Zygodontomys